# Чертёж Ньютона
«Чертёж Ньютона» — роман писателя современной русской литературы Александра Иличевского. Лауреат национальной литературной премии Большая книга (первая премия).

## Общая информация
Первое издание романа «Чертёж Ньютона» было оформлено к выпуску издательством «АСТ» в Москве в 2019 году. Роман сложен для прочтения, но популярен у современного читателя.

## Сюжет
Три больших путешествия совершает герой романа Александра Иличевского «Чертеж Ньютона». Первое — направляясь в религиозную американскую секту, он пересекает на автомобиле пустыню Невада, наблюдает за её ландшафтами, ночлег организует в захолустных городках, попадающихся на пути следования. Второе — занимается изучением содержимого заброшенной лаборатории на Памире, ведёт существование среди местных жителей и гор с их глубокими верованиями и нехитрым бытом. Третье — ведёт поиски в Иерусалиме своего отца — известного бродяги, кумира творческих тусовок, мечтателя и поэта и знатока древней истории Святой Земли.
На страницах романа обширно представлена география: красочная и подробная. Здесь и Невада, и Памир, и Иерусалим открываются с неизвестной стороны. Главный герой по профессии физик, занимается изучением и исследованием «проблемы темной материи», а ещё ищет пропавшего отца. Поиски приводят к встрече с утраченным Богом — магистральная идея, в которую он верит.
Роман очень хорошо выстроен композиционно, в нём представлено множество детальных подробностей, которые имеют отношение как к реалистическому, так и мистическому. Например, антропоморфные и неопределимые духи Невады общаются с героем «благодаря своеобразной пантомиме, похожей на ту, что я видел когда-то в небольшом парижском театре, куда во время отпуска увлекла меня жена».

## Критика
Литературовед Анна Берсенева так отмечает особенности романа:
В романе Александра Иличевского «Чертеж Ньютона» авторская мысль масштабна так же, как стремление главного героя, физика Константина, разгадать тайну «особой материи, занимающей большую часть Вселенной, но при этом не вступающей с наблюдаемым миром во взаимодействие».
В интервью «Российской газете» писатель, отвечая на вопрос, о теме отца главного героя говорит так:
Отец в моем понимании — библейская фигура, метафора Бога, метафора крова, дома, обретения странником мира, не слишком отличающегося от Рая. Другое дело, что сам отец в романе — странник. Главный герой решает закончить начатое отцом, довести его идеи до реального воплощения.

## Награды
- 2020 — Большая Книга, лауреат (первая премия)[6].